# Shona Fraser
Pour les articles homonymes, voir Fraser.
 (juin 2018).
Si vous disposez d'ouvrages ou d'articles de référence ou si vous connaissez des sites web de qualité traitant du thème abordé ici, merci de compléter l'article en donnant les références utiles à sa vérifiabilité et en les liant à la section « Notes et références ».
Shona Fraser, née le 9 juillet 1975  à Newcastle upon Tyne, est une journaliste musical, animatrice de radio et de télévision britannique. En Allemagne, elle est devenue connue pour son travail en tant que membre du jury dans l'émission musical Deutschland sucht den Superstar.

## Carrière professionnelle
En 1993, Fraser rejoint une station de radio étudiante anglaise comme présentatrice musicale. Elle commence à étudier le français et l'allemand à l'université de Leeds, dont elle est diplômée en 1997.
Elle travaille ensuite comme présentatrice pour des émissions de télévision et de radio en anglais, français et allemand, entre autres pour la BBC britannique et la chaîne musicale MTV. À partir de 1998, Fraser travaille également pour diverses stations de radio allemandes à Cologne. De 1999 à 2002, Fraser tient une chronique intitulée What's up Shona sur WDR 5. Par la suite, Fraser suit un cours de troisième cycle[Quoi ?] en journalisme radiophonique.
De 2002 à 2004, elle est membre du jury des première et deuxième saisons de l'émission allemande Deutschland sucht den SuperStar.
Aujourd'hui[Quand ?], Fraser travaille comme réalisatrice de télévision indépendante et produit des épisodes d'émissions de télévision comme Big in America, Die Super Nanny (RTL), Mission Hollywood (RTL), Frauentausch (RTL II) et Popstars (ProSieben). À la fin de l'été 2007, elle est responsable de la production de l'émission Survivor sur ProSieben.
À partir du 1er novembre 2015, elle dirige le département éditorial Entertainment & Development de RTL II.

## Télévision
- 2002-2004 : Deutschland sucht den SuperStar (1re et 2e saisons) : juge